# Santilly (Eure-et-Loir)
Santilly è un comune francese di 360 abitanti situato nel dipartimento dell'Eure-et-Loir nella regione del Centro-Valle della Loira.

## Società

### Evoluzione demografica
Abitanti censiti